# Liste identifizierter Hot Spots
Die nachfolgende Tabelle gibt eine alphabetisch geordnete Übersicht über weltweit 45 Vulkangebiete, die anhand von mindestens zwei von vier typischen Merkmalen als Hot Spots eingestuft wurden. Die Positionen 1–44 der Liste folgen der Aufstellung von Bernhard Steinberger (siehe Literatur). Für weitere Positionen siehe Einzelnachweise. Andere Autoren benennen andere, teils wesentlich höhere Zahlen von Hotspot-Vulkanen.

## Tabellarische Darstellung
| Nr. | Lokation         | Alter in Ma A | Koordinaten           | Merkmale M |
| --- | ---------------- | ------------- | --------------------- | ---------- |
| 1   | Azoren           | 100 A2        | 38° 30′ N, 028° 24′ W | a, b       |
| 2   | Balleny          | 36 A2         | 66° 48′ S, 163° 18′ O | a, b       |
| 3   | Bowie            | 30 A3         | 53° 00′ N, 135° 00′ W | a, b, c    |
| 4   | Caroline         | 80 A3         | 05° 00′ N, 164° 00′ O | b, c       |
| 5   | Cobb             | 43 A3         | 46° 00′ N, 130° 00′ W | a, b, c    |
| 6   | Darfur           | 140 A2        | 13° 00′ N, 024° 00′ O | a, b, c    |
| 7   | Easter           | 100 A3        | 27° 06′ S, 109° 18′ W | a, b, c    |
| 8   | Eifel            | 40 A2         | 50° 00′ N, 007° 00′ O | a, c       |
| 9   | Fernando         | 201 A1        | 04° 00′ S, 032° 00′ W | b, c       |
| 10  | Galapagos        | 85 A1         | 00° 24′ S, 091° 30′ W | a, b, d    |
| 11  | Guadalupe        | 25 A3         | 27° 00′ N, 113° 00′ W | b, c       |
| 12  | Hawaii           | 100 A3        | 19° 24′ N, 155° 18′ W | a, b, c    |
| 13  | Hoggar           | 20 A2         | 23° 00′ N, 006° 00′ O | a, b       |
| 14  | Island           | 60 A1         | 65° 00′ N, 019° 00′ W | a, b, d    |
| 15  | Jan Mayen        | 210 A1        | 71° 06′ N, 008° 12′ W | a, b, d    |
| 16  | Juan Fernandez   | 30 A3         | 34° 00′ S, 082° 00′ W | b, c       |
| 17  | Kamerun          | 31 A2         | 04° 12′ N, 009° 12′ O | a, b       |
| 18  | Kanaren          | 65 A2         | 28° 00′ N, 018° 00′ W | a, b       |
| 19  | Kap Verde        | 20 A2         | 15° 00′ N, 024° 00′ W | a, b       |
| 20  | Kerguelen        | 117 A1        | 49° 00′ S, 069° 00′ O | b, c, d    |
| 21  | Komoren          | 63 A2         | 11° 48′ S, 043° 18′ O | a, b       |
| 22  | Lord Howe        | 50 A3         | 33° 00′ S, 159° 00′ O | b, c       |
| 23  | Louisville       | 120 A1        | 51° 00′ S, 138° 00′ W | b, c, d    |
| 24  | Macdonald        | 120 A3        | 29° 00′ S, 140° 12′ W | a, b, c    |
| 25  | Marion           | 195 A1        | 46° 54′ S, 037° 48′ O | a, b, c, d |
| 26  | Marquesas        | 9 A2          | 11° 00′ S, 138° 00′ W | b, c       |
| 27  | Meteor           | 120 A2        | 52° 00′ S, 001° 00′ O | a, b, c    |
| 28  | Neu England      | 120 A2        | 28° 00′ N, 032° 00′ W | b, c       |
| 29  | Ostafrika        | 40 A1         | 06° 00′ N, 034° 00′ O | a, d       |
| 30  | Ostaustralien    | 50 A3         | 38° 00′ S, 143° 00′ O | a, c       |
| 31  | Pitcairn         | 8 A2          | 25° 00′ S, 129° 00′ W | a, b, c    |
| 32  | Raton            | 20 A2         | 37° 00′ N, 104° 00′ W | a, c       |
| 33  | Réunion          | 67 A1         | 21° 12′ S, 055° 42′ O | a, b, c, d |
| 34  | St. Helena       | 100 A2        | 17° 00′ S, 010° 00′ W | b, c       |
| 35  | Samoa            | 14 A2         | 15° 00′ S, 168° 00′ W | a, b       |
| 36  | San Félix        | 30 A3         | 26° 00′ S, 080° 00′ W | b, c       |
| 37  | Socorro          | 25 A3         | 18° 42′ N, 111° 00′ W | a, b       |
| 38  | Tahiti           | 5 A2          | 17° 54′ S, 148° 06′ W | a, b, c    |
| 39  | Tasmanien        | 50 A3         | 39° 00′ S, 156° 00′ O | b, c       |
| 40  | Tibesti          | 80 A3         | 21° 00′ N, 017° 00′ O | b, c       |
| 41  | Trindade         | 65 A3         | 20° 30′ S, 028° 48′ W | a, b, c    |
| 42  | Tristan da Cunha | 125 A1        | 38° 00′ S, 011° 00′ W | a, b, c, d |
| 43  | Vema             | 11 A2         | 31° 38′ S, 008° 20′ O | b, c       |
| 44  | Yellowstone      | 15 A1         | 44° 36′ N, 110° 30′ W | a, c, d    |
| 45  | Anahim           |               | 52° 54′ N, 123° 42′ W |            |

## Kartendarstellung
Verteilung der Hot Spots. Die Zahlen auf der Karte entsprechen den Nummern der Hot Spots in der Tabelle: